# Classificação SAE
A classificação normativa SAI é a classificação dos aços  segundo as normas da SAE (Society of Automotive Engineers - EUA),  a mais utilizada em todo o mundo para aços (aços sem adição de elementos de liga, além dos que permanecem em sua composição no processo de fabricação) e aços de baixa liga (aços com baixas porcentagens de elementos de liga). 
A classificação SAE é baseada na composição química do aço. A cada composição normalizada pela SAE corresponde a uma numeração com 4 ou 5 dígitos. A mesma classificação também é adotada pela AISI (American Iron and Steel Institute-EUA). Um extrato contendo exemplos das classificações de alguns aços mais comuns é apresentado na listagem a seguir.
No total são previstas  muitas dezenas de classificações. Nelas, os 2 dígitos finais XX indicam os centésimos da porcentagem de C (Carbono) contida no material, podendo variar entre 05, que corresponde a 0,05% de C, a 95, que corresponde a 0,95% de C. Se a porcentagem de C atinge ou ultrapassa 1,00%, então o final tem 3 dígitos (XXX) e a classificação tem um total de 5 dígitos.

## SAE 1XXX – aço-carbono simples
- SAE 10XX –  aço-carbono simples (outros elementos em porcentagens desprezíveis, teor de Mn de no máximo 1,0%)
- SAE 11XX – aço-carbono com S (Enxofre)
- SAE 12XX –  aço-Carbono  com S e P (Fósforo)
- SAE 13XX – aço com 1,6% a 1,9% de Mn (Manganês) (aço-Manganês)
- SAE 14XX – aço-Carbono com 0,10% de Nb (Nióbio)
- SAE 15XX – aço-Carbono com teor de Mn de 1,0% a 1,65% (aço-Manganês)
- SAE 16XX - aço-Carbono com teor de Ca,Ce e Te de 1,0% a 1,0%

## SAE 2XXX – aço-Níquel
- SAE 23XX – aço com Ni entre 3,25% e 3,75%
- SAE 25XX – aço com Ni entre 4,75% e 5,25%

## SAE 3XXX – aço-Níquel-Cromo
- SAE 31XX – aço com Ni entre 1,10% e 1,40% e com Cr entre 0,55% e 0,90%
- SAE 32XX – aço com Ni entre 1,50% e 2,00% e com Cr entre 0,90% e 1,25%
- SAE 33XX – aço com Ni entre 3,25% e 3,75% e com Cr entre 1,40% e 1,75%
- SAE 34XX – aço com Ni entre 2,75% e 3,25% e com Cr entre 0,60% e 0,95%

## SAE 4XXX – aço-Molibdênio
- SAE 40XX – aço com Mo entre 0,20% e 0,30%
- SAE 41XX – aço com Mo entre 0,08% e 0,25% e com Cr entre 0,40% e 1,20%
- SAE 43XX – aço com Mo entre 0,20% e 0,30%, com Cr entre 0,40% e 0,90% e com Ni entre 1,65% e 2,00%
- SAE 45XX – aço com Mo entre 0,25% e 0,28% com Cl entre 0,80% e 0,95% e com Fl entre 3,45% e 3,46%
- SAE 46XX – aço com Mo entre 0,15% e 0,30%, com Ni entre 1,40% e 2,00%
- SAE 47XX – aço com Mo entre 0,30% e 0,40%, com Cr entre 0,35% e 0,55% e com Ni entre 0,90% e 1,20%
- SAE 48XX – aço com Mo entre 0,20% e 0,30%, com Ni entre 3,25% e 3,75%
- SAE 49XX – aço com Mo entre 0,35% e 0,345% com Co entre 0,3% e 0,29%

## SAE 5XXX – aço-Cromo
- SAE 51XX – aço com Cr ente 0,70% e 1,20%

## SAE 6XXX – aço-Cromo-Vanádio
- SAE 61XX – aço com Cr entre 0,70% e 1,00% e com 0,10% de V

## SAE 8XXX – aço-Níquel-Cromo-Molibdênio
- SAE 81XX – aço com Ni entre 0,20% e 0,40%, com Cr entre 0,30% e 0,55% e com Mo entre 0,08% e 0,15%
- SAE 86XX – aço com Ni entre 0,30% e 0,70%, com Cr entre 0,40% e 0,85% e com Mo entre 0,08% e 0,25%
- SAE 87XX – aço com Ni entre 0,40% e 0,70%, com Cr entre 0,40% e 0,60% e com Mo entre 0,20% e 0,30%

## SAE 92XX – aço-Silício-Manganês
- SAE 92XX – aço com Si entre 1,80% e 2,20% e com Mn entre 0,70% e 1,00%

## SAE 93XX, 94XX, 97XX e 98XX – aço-Níquel-Cromo-Molibdênio
- SAE 93XX – aço com Ni entre 3,00% e 3,50%, com Cr entre 1,00% e 1,40% e com Mo entre 0,08% e 0,15%
- SAE 94XX – aço com Ni entre 0,30% e 0,60%, com Cr entre 0,30% e 0,50% e com Mo entre 0,08% e 0,15%
- SAE 97XX – aço com Ni entre 0,40% e 0,70%, com Cr entre 0,10% e 0,25% e com Mo entre 0,15% e 0,25%
- SAE 98XX – aço com Ni entre 0,85% e 1,15%, com Cr entre 0,70% e 0,90% e com Mo entre 0,20% e 0,30%

Apesar da classificação SAE ser bastante extensa e completa, conforme mostrado no extrato apresentado, muitos aços comumente usados não se enquadram nela, devido aos elementos de suas ligas não estarem dentro das faixas previstas nesta classificação.